# Rivière Lualaba
La rivière Lualaba,, (en kikongo : Nzâdi Lwâlâba,, en swahili : Mto Lwâlâba,) coule entièrement dans la partie orientale de la République démocratique du Congo. Il fournit le plus grand débit au fleuve Congo, tandis que la source du Congo est connue sous le nom de Chambeshi près de la frontière Zambienne (Rhodésie). Le Lualaba mesure 1 800 kilomètres de long. Ses sources se trouvent à l'extrême sud-est du pays, près de Musofi et Lubumbashi, dans la province du Katanga, à côté de la ceinture de cuivre zambienne.

## Toponymie
Le nom Lualaba provient des langues bantoues parlées dans la région qui fait référence à l'ethnie luba qui habite ses rives, où « Lua » signifie souvent « rivière » ou « eau », tandis que « Laba » désigne un lieu,. Les explorateurs européens du XIXe siècle, tels que David Livingstone et Henry Morton Stanley, ont utilisé ce terme pour désigner différentes parties du cours supérieur de la rivière du Congo et popularisé ce nom à l'échelle mondiale.

## Histoire
La rivière Lualaba a joué un rôle clé dans l’histoire régionale, notamment pendant la période précoloniale, où elle était utilisée comme voie de commerce pour les caravanes transportant l’ivoire et les esclaves. Pendant l’ère coloniale belge, elle a été exploitée pour la navigation et l’extraction de ressources minières, grâce à la richesse en cuivre et en cobalt de la région. Aujourd’hui, la Lualaba est associée au développement industriel et économique de la RDC.

## Description

### Navigation
La Lualaba prend sa source dans la territoire de Kambove tout près des montagnes de Kundelungu et de la ville de Musofi, dans la province de Haut-Katanga, traverse celle-ci par les territoires de Mutshatsha et Lubudi avant de continuer son parcours dans la Province du Haut-Lomami. Son cours mesure environ 1 800 kilomètres avant de rejoindre le fleuve Congo. Avec ses rapides et ses chutes d’eau spectaculaires, comme celles de Wagenia et Boyoma à Kisangani et Nzilo à Lualaba, la Lualaba est un cours d’eau dynamique, mais difficilement navigable sur certaines sections.

## Géographie

### Climat
La Lualaba traverse plusieurs provinces du sud-est de la RDC, notamment le Haut-Katanga, le Lualaba, le Haut-Lomami, et le Maniema. La région bénéficie d’un climat tropical, marqué par une saison des pluies (d’octobre à mai) et une saison sèche (de juin à septembre).
Les précipitations abondantes dans le bassin de la Lualaba alimentent son débit, qui peut varier en fonction des saisons. Le fleuve est également entouré de riches écosystèmes, comprenant des forêts tropicales et une biodiversité unique.

### Parcours
La rivière Lualaba traverse plusieurs paysages et altitudes avant de devenir officiellement le fleuve Congo à Kisangani. Parmi les points notables :
- Source : Plateau du Katanga.
- Zone marécageuse : Elle devient navigable à Bukama, serpentant à travers les lacs Upemba et Kisale.
- Rapides et cascades : Les Portes d’Enfer à Kongolo et les célèbres chutes Boyoma ou Stanley.
- Navigation intermittente : Les sections navigables s’étendent sur environ 1 000 km, alternant avec des rapides infranchissables.

Elle sert également de frontière naturelle au parc national d’Upemba, un site protégé riche en biodiversité.

### Affluents
La Lualaba est alimentée par plusieurs rivières majeures, notamment :
1. Rivière Ulindi ;
2. Rivière Lukuga (reliant le lac Tanganyika) ;
3. Rivière Lufira ;
4. Rivière Luvua ;
5. Rivière Elila.

Ces affluents contribuent à l’enrichissement hydrologique et écologique du bassin

### Hydrologie
Avec une longueur d’environ 1 800 km, la Lualaba joue un rôle fondamental dans le cycle hydrologique de la RDC. Elle alimente de nombreux lacs, crée des zones humides riches en biodiversité et sert de réservoir naturel pour les populations environnantes,.

## Villes environnantes
Parmi les principales villes situées le long de la Lualaba, on trouve :
- Kolwezi : Un centre minier important situé dans la province du Lualaba.
- Kindu : Un port fluvial stratégique dans le Maniema.
- Ubundu : Une localité à proximité des chutes Boyoma, où la Lualaba devient le fleuve Congo.
- Likasi : Connue pour ses activités industrielles.
- Kongolo : Marque la transition entre la Lualaba et le fleuve Congo après les chutes de Boyoma.
- Bukama : Point de départ pour la navigation.
- Ankoro : Située à la confluence de la Lualaba et de la Luvua.
- Kasongo : Proche des rapides.
- Kisangani : Située en aval, près des chutes de Boyoma, cette ville marque le début du fleuve Congo, c’est là où la rivière Lualaba devient le Congo.

Ces villes sont des pôles économiques et culturels essentiels dans la région. Ces agglomérations bénéficient de la proximité de la rivière pour leurs approvisionnements en eau, leurs activités agricoles et leurs échanges commerciaux.

## Tourisme
La rivière Lualaba offre plusieurs sites d’intérêt touristique. Les chutes Wagenia et Boyoma, situées près de Kisangani, attirent les visiteurs par leur beauté spectaculaire. Le bassin de la Lualaba est également propice à des activités telles que la pêche, les croisières fluviales, et l'observation de la faune.
Cependant, le potentiel touristique de la région reste largement sous-exploité en raison de problèmes d'infrastructure et de sécurité. Toutefois, la gestion durable de cette ressource est cruciale face à des défis tels que la déforestation, la pollution industrielle et l’exploitation minière. Les initiatives locales et internationales s’efforcent de préserver l’écosystème de la rivière tout en favorisant son utilisation pour le développement économique des populations locales.

## Développement durable
La Lualaba joue un rôle essentiel dans l’économie régionale, en soutenant des activités comme l’agriculture, la pêche et l’exploitation minière. Cependant, ces activités ont aussi des impacts négatifs sur l’environnement, notamment la pollution de l’eau et la déforestation.
Des initiatives locales et internationales visent à promouvoir une gestion durable de la rivière, en équilibrant les besoins économiques et la conservation écologique. Le développement d’énergies renouvelables, comme l’hydroélectricité, constitue également une priorité pour maximiser les ressources de la Lualaba tout en réduisant son empreinte écologique.